# 世界手洗いの日

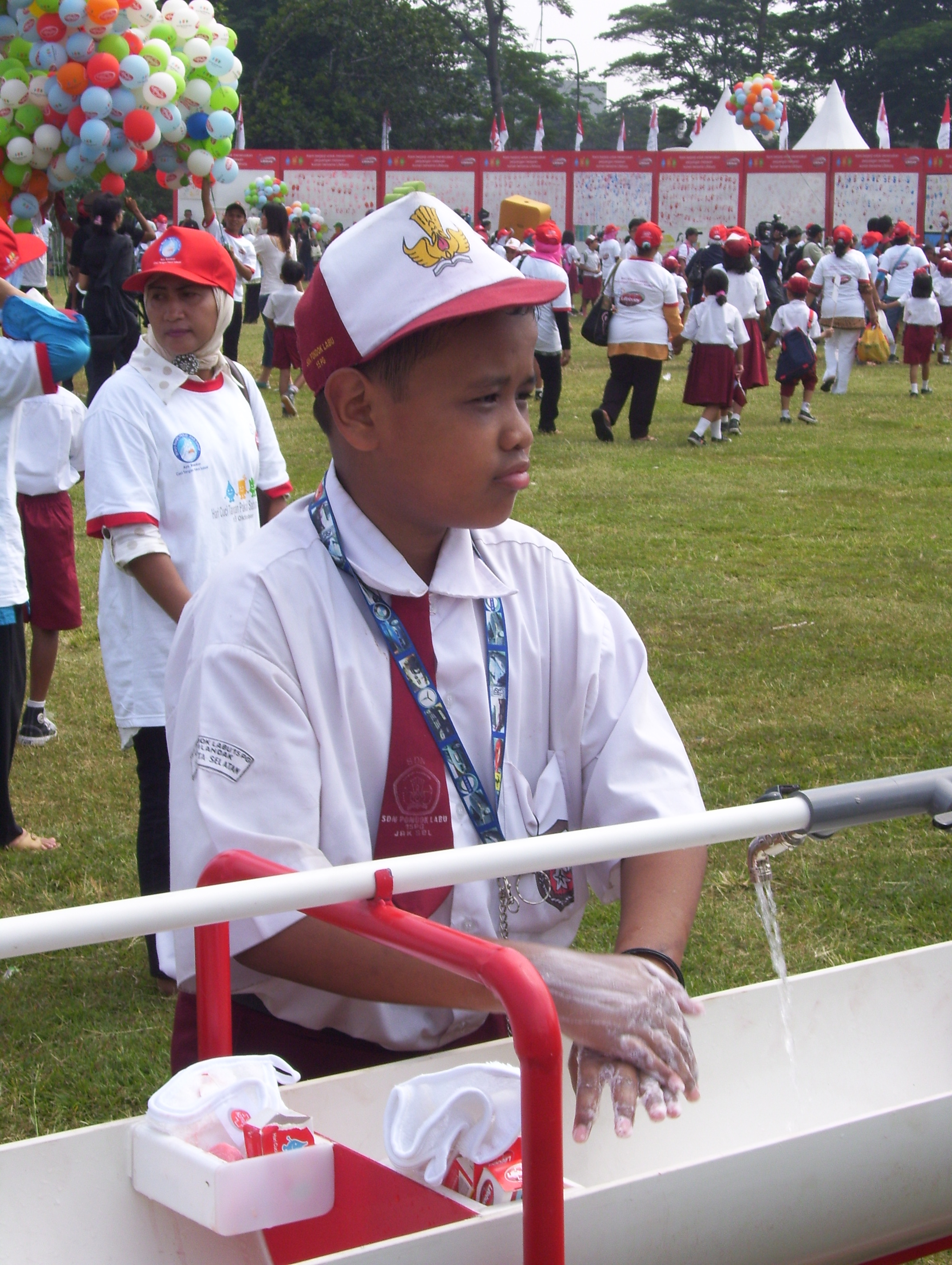
インドネシアにおける「世界手洗いの日」のイベント（2008年）

世界手洗いの日（せかいてあらいのひ、英語: Global Handwashing Day）は、国際連合児童基金（ユニセフ）が提唱する国際的な行事。国際衛生年の2008年に設けられ、毎年10月15日に各国で普及活動が行われる。
ユニセフの衛生部門部長サンジャイ・ウィジェセケラは「季節性のインフルエンザから風邪まで、せっけんを使った手洗いは、最もお金がかからず効き目のある“ワクチン”といえます。エボラが発生しているシエラレオネ、リベリア、ギニアで、感染拡大を防ぐ方法のひとつとして、ユニセフは手洗いの重要性を強調しています。手洗いはエボラの特効薬ではありませんが、お金をかけずに、すぐに取り組める予防策です」と述べている。